# Escola Superior Pedagógica do Cuanza Norte
A Escola Superior Pedagógica do Cuanza Norte (ESPCN) é uma instituição de ensino superior pública angolana, sediada na cidade de Nadalatando.
A instituição surgiu em 2004 vinculada à Universidade Agostinho Neto, passando à plena autonomia meio as reformas no ensino superior angolano ocorridas nos anos de 2008 e 2009.
Tem a sua área de atuação restrita á província do Cuanza Norte.

## Histórico
A ESPCN surgiu legalmente no bojo da Rede das Escolas Superiores, criadas em 2004, no âmbito da Universidade Agostinho Neto. Seu início efetivo se deu em 2007.
Em 2008, com a reforma do ensino superior promovida pelo governo de Angola, surge a proposta de autonomia da ESPCN, passando esta a ter auto-gestão administrativa, financeira e didática.
Assim, a autonomia da Escola Superior Pedagógica do Cuanza Norte foi instrumentalizada pelo decreto-lei n.° 7/09, de 12 de maio de 2009, aprovado pelo Conselho de Ministros.

## Oferta formativa
A ESPCN tinha, em 2018, as seguintes ofertas formativas a nível de licenciatura:

### Licenciaturas
As licenciaturas ofertadas são:
- Ensino de Física;
- Ensino Primário;
- Ensino da Linguística Portuguesa;
- Ensino de Matemática;
- Ensino de Português/Francês;
- Ensino de Português/Inglês;
- Educação de Infância;
- Educação Pré-Escolar;
- Ensino de Química;
- Ensino de Linguística Francesa;
- Ensino de Linguística Inglesa;
- Ensino de Biologia.